# ジェフ・マー
ジェフ・マー(Jeff Ma)ことジェフリー・マー（Jeffrey Ma、1973年 - ）は、アメリカ合衆国の実業家である。1990年代、マサチューセッツ工科大学(MIT)在学中にMITブラックジャックチームに入り、ラスベガスで荒稼ぎをしていたことで知られる。マーは、ベン・メズリックの書籍『ラス・ヴェガスをブッつぶせ!』（原題 Bringing Down the House）や2008年の映画『ラスベガスをぶっつぶせ』（原題 21）の主人公のモデルであるが、いずれも白人に改変されている。

## 若年期と教育
1973年にマサチューセッツ州ウースターで生まれた。両親は、中国共産党支配下となった中国から1949年に渡米した。父は化学工学者、母は麻酔科医である。マーには2人の姉がいる。フィリップス・エクセター・アカデミーを経てマサチューセッツ工科大学に入学し、1994年に機械工学の学位を取得して卒業した。

### MITブラックジャックチーム
大学4年生のとき、マーは友人の誘いでMITブラックジャックチームに入り、毎週末ラスベガスへ行ってブラックジャックをプレイするようになった。マーはすぐにチームのトッププレイヤーとなり、2001年にチームを脱退するまでの7年間で500万ドルを稼いだ。
ボストンのパブで知り合った作家のベン・メズリックにMITブラックジャックチームでの体験を語り、メズリックはその話を元にして2003年に『ラス・ヴェガスをブッつぶせ!』を執筆した。メズリックの著書は2008年に『ラスベガスをぶっつぶせ』として映画化された。この映画に、マーはプラネット・ハリウッド・リゾート・アンド・カジノのブラックジャックのディーラーの役でカメオ出演している。主人公ベン・キャンベルを演じたジム・スタージェスは、マーのことを「違う母親から生まれた兄弟」と呼んだ。
マー自身も2010年7月に、MITブラックジャックチームでの体験を元にした著書"The House Advantage: Playing the Odds to Win Big In Business"（ハウス・アドバンテージ: ビジネスで大きく勝つための賭けの仕方）を出版した。マーは、様々な企業のイベントやカンファレンスで、ビジネスにおけるより良い意思決定を行うためのデータの活用法について講演を行っている。

## キャリア
マーは、スポーツ株式市場のウェブサイト"PROTRADE"（現在は閉鎖）を共同で設立し、ポートランド・トレイルブレイザーズやサンフランシスコ・フォーティナイナーズなどのプロスポーツチームのコンサルティングを行っている。また、サンフランシスコに拠点を置くスポーツ情報サイト"Citizen Sports"を設立したが、2010年5月にヤフーに買収された。
サンフランシスコを拠点とするスタートアップ企業「tenXer」を創業し、"make work better and your work better"（仕事をより良く、あなたの仕事をより良く）というビジョンを掲げた。同社は2015年4月にTwitter社により買収された。その後マーはTwitter社に3年半在籍し、データ分析担当ヴァイスプレジデントを務めた。
2014年11月に予測分析エキスパートとしてESPNに入社した。マーは、ESPNのスポーツ情報番組『スポーツセンター』に出演し、ESPN.comに記事を寄稿している。2018年11月、マーはデュエット社の製品・分析担当上級ヴァイスプレジデントに就任した。2020年5月、マーはマイクロソフトのスタートアップ担当ヴァイスプレジデントに就任した。
2017年にポッドキャストBet the Processを開始し、スポーツギャンブルとその分析に関する情報を提供している。